# Billete de diez dólares estadounidenses
El billete de diez dólares estadounidenses ($10) es una denominación del dólar estadounidense, y está actualmente en circulación. En el anverso está un retrato de Alexander Hamilton, el primer Secretario del Departamento del Tesoro de los Estados Unidos. Hamilton es, junto a Benjamin Franklin, el único estadounidense no-presidente retratado en los dólares desde 1928. Todos los billetes de diez dólares son lanzados por la Reserva Federal. En la parte reversa se encuentra El Departamento de tesoros de Estados Unidos. Ocupa el cuarto lugar en denominaciones de billetes de dólares.
Hamilton es uno de los dos no-presidentes que figuran en los billetes emitidos actualmente los Estados Unidos, el otro es Benjamin Franklin en el billete de $ 100. Hamilton es uno de solo cuatro personas que figuran en el papel moneda de Estados Unidos (1861 hasta la actualidad) que no nació en los Estados Unidos continentales, ya que él era de las Indias Occidentales. Los otros son: Albert Gallatin, Suiza ($ 500 1862-1863 de curso legal); George Meade, España (1.000 dólares 1890/91 Notas del Tesoro); y Robert Morris, Inglaterra ($ 1,000 1862-1863 moneda de curso legal; $ 10 1878-1880 Certificado de plata). Además, Kamehameha I, aparece en el cuarto del estado de Hawái 2008. Todos $ 10 facturas emitidas hoy en día son la Reserva Federal Notas.

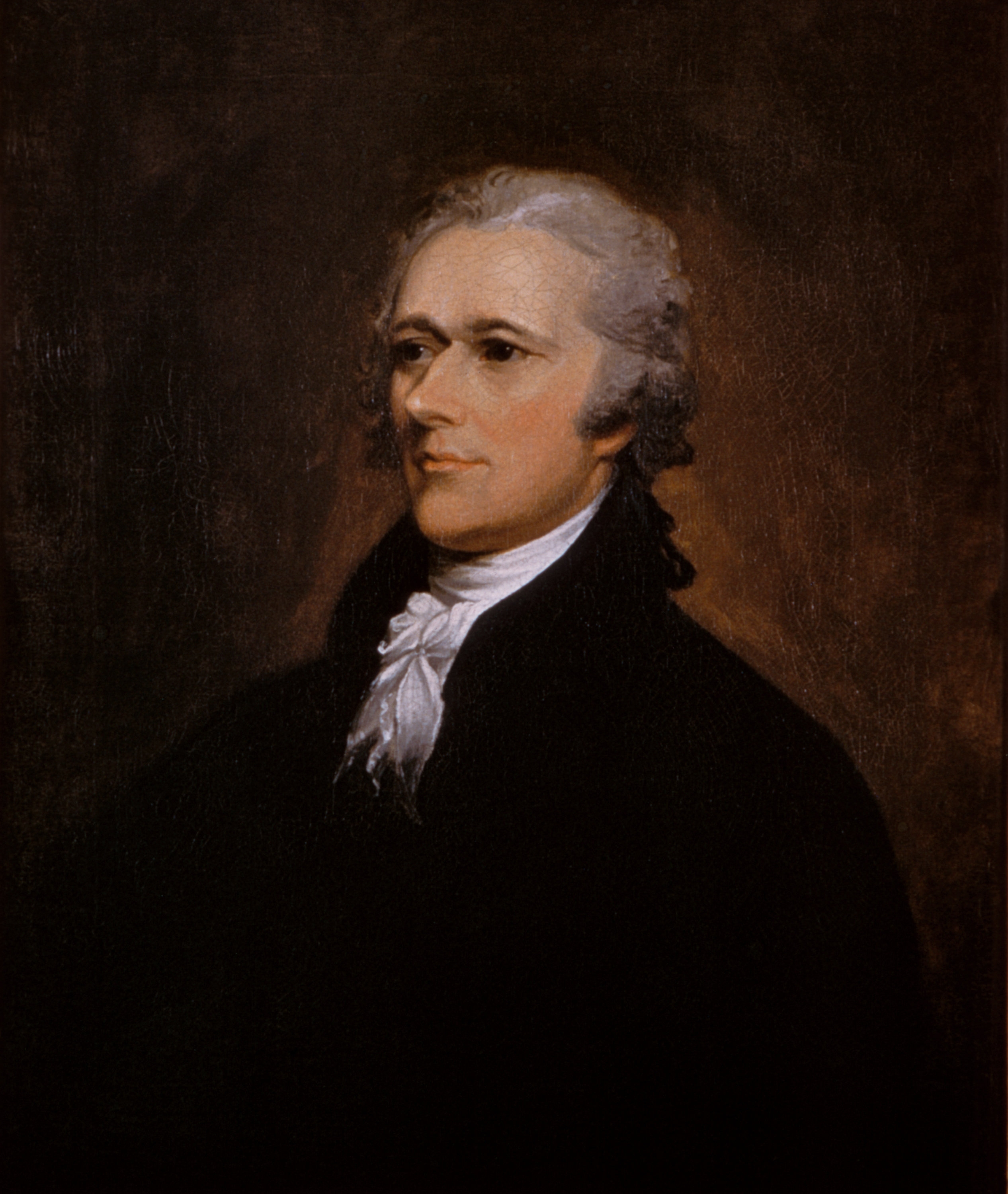
Alexander Hamilton por John Trumbull 1806

## Rediseño futuro
El 17 de junio de 2015, el secretario del Tesoro Jack Lew anunció que el retrato de una mujer se iba a presentar en un billete de diez dólares rediseñado en 2020. El Departamento del Tesoro estaba buscando la opinión del público sobre quién debería aparecer en el nuevo proyecto de ley. Sin embargo, debido al gran éxito del musical Hamilton, se ha decidido no rediseñar el billete.

## Historia

### Billetes de gran tamaño

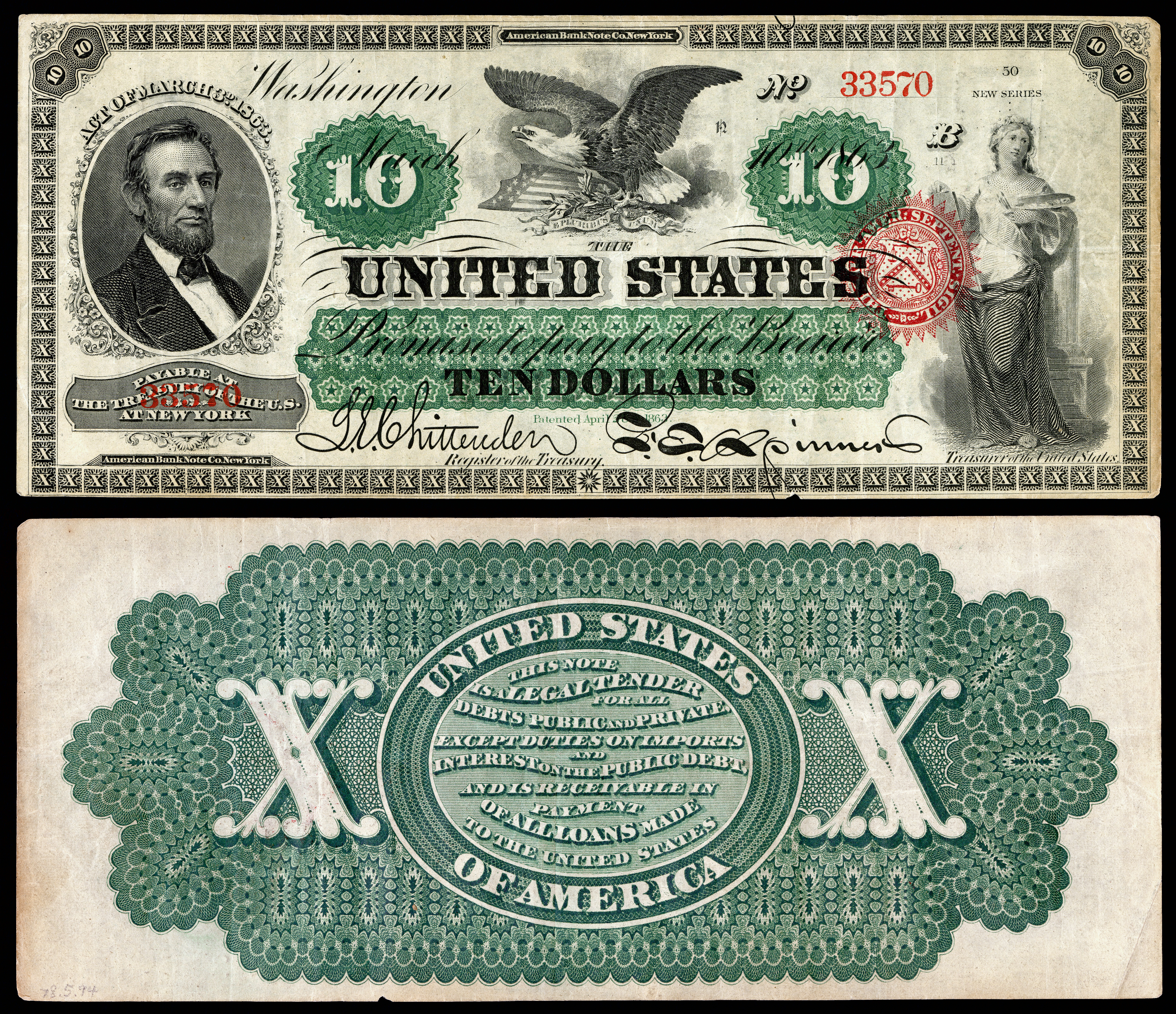
Dólar de 1863

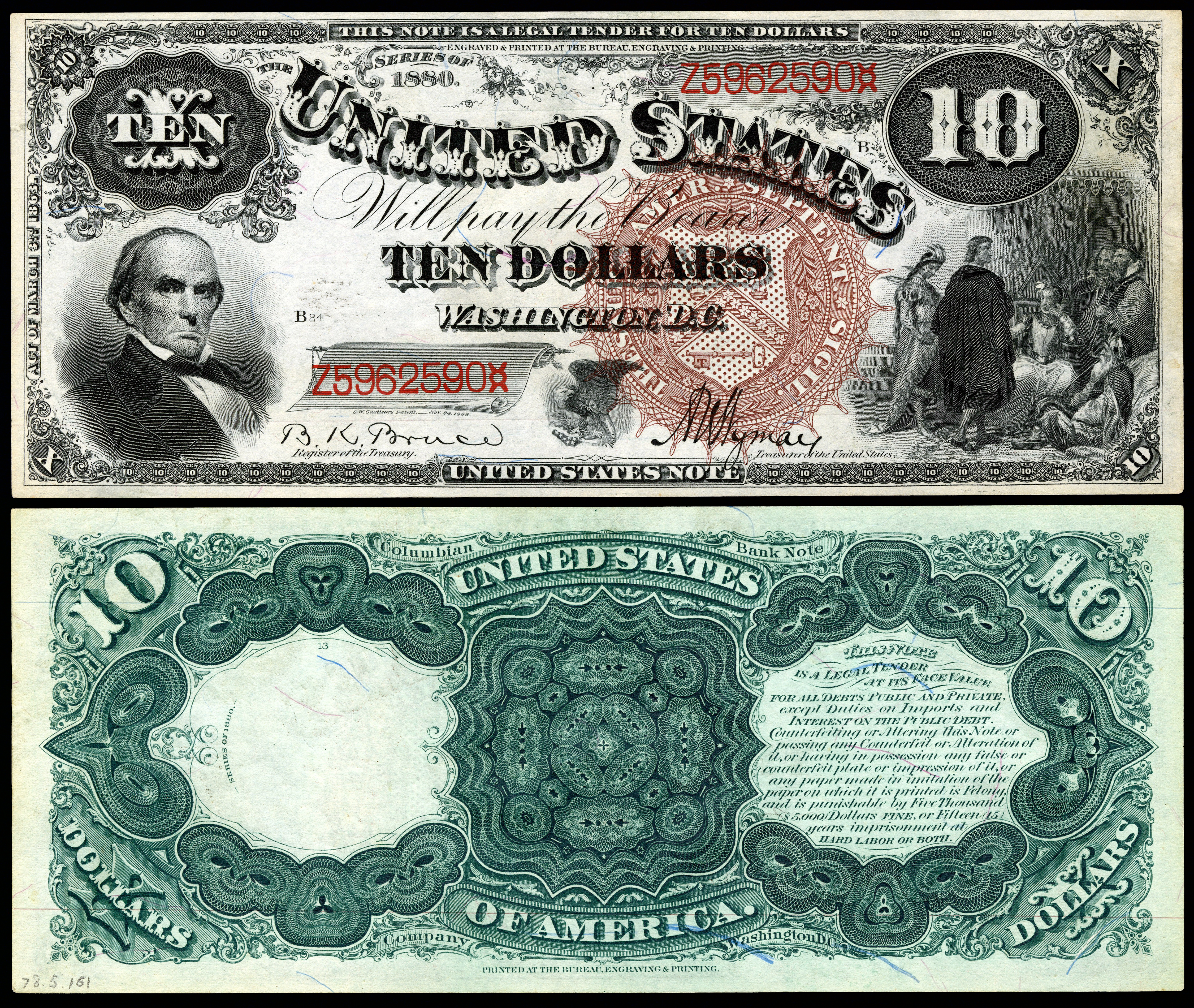
Dólar de 1880

- 1861: El primer billete de $ 10 se publicó como nota de la demanda con un pequeño retrato de Abraham Lincoln en el lado izquierdo del anverso y una figura alegórica que representa el arte, en la derecha.

- 1862: La primera $ 10 Estados Unidos Nota se emitió con un diseño de la cara similar a la 1861 Demanda Nota; a la inversa, sin embargo, fue algo revisada.

- 1863: Interés Teniendo Notes, que ofrece un retrato de Salmon P. Chase y viñeta de la libertad, fueron emitidas que se podrían canjear un año después de la fecha impresa en la factura por $ 10 más un interés del 5%. Las notas también se podrían gastar exactamente $ 10.

- 1864: compuestos de interés Notas del Tesoro, con un diseño de la cara similar a la del 1863 que devengan intereses Nota, se publicaron que crecía en su valor nominal 6% compuesto semestralmente. Se desconoce si la nota en realidad podría ser gastado por 10 dólares más intereses.

- 1869: Un nuevo 10 dólares de Estados Unidos Nota se emitió con un retrato de Daniel Webster en la izquierda y una representación alegórica de Pocahontas que se presenta a la Corte Real de Inglaterra en la parte derecha del anverso. Esta nota es apodado una "nota idiota", porque el águila en el frente se parece a un burro cuando la nota está al revés.

- 1870: Banco Nacional Gold Notes, con una viñeta de Benjamin Franklin para volar una cometa de la izquierda y de la libertad y un águila a la derecha, se emitieron específicamente para el pago en la moneda de oro, al participar los bancos nacionales. La parte posterior de la factura aparece una viñeta de monedas de oro en Estados Unidos.

- 1875: El 1869 Estados Unidos Nota fue revisado. El tintado azul y verde que estaba presente en el anverso se eliminó y el diseño en el reverso fue completamente cambiado.

- 1878: El primer certificado de plata $ 10 se emitió con un retrato de Robert Morris en el lado izquierdo del anverso. En el reverso, a diferencia de cualquier otra nota emitida por el gobierno federal, fue impreso en tinta negro y contó con la palabra PLATA en letras de imprenta grandes.

- 1879: Reembolso de Certificados fueron emitidos que paga interés del 4% anual.

- 1886: Se ha emitido un certificado de nuevo 10 dólares de plata con un retrato de Thomas A. Hendricks.

- 1890: Diez dólares del Tesoro o "Notas de la moneda" fueron emitidas y dado para las compras de gobierno de lingotes de plata de la industria de la minería de plata. La nota aparece un retrato del general Philip Sheridan. En el reverso aparece un diseño adornado que ocupaba casi toda la nota.

- 1891: El reverso del 1890 Notas del Tesoro fue rediseñado porque la tesorería sentía que era demasiado "ocupado" que haría demasiado fácil de falsificar.

- 1901: El famoso Nota Estados Unidos que ofrece retratos de Meriwether Lewis a la izquierda, William Clark a la derecha, y un bisonte americano que a veces se señaló erróneamente como Diamante Negro, el bisonte, que fue representado en el reverso de la Cabeza níquel indio. Este Estados Unidos Nota fue el único que menciona la disposición legal que autoriza su emisión. En el reverso aparece una figura alegórica que representa Columbia entre dos columnas de estilo romano.

- 1907: El Congreso terminó oficialmente el interés pagado sobre Reembolso de Certificados, siempre haciendo su valor nominal $ 21,30.

- 1907: Se ha emitido el primer certificado de $ 10 de oro con un retrato de Michael Hillegas en la parte delantera y trasera de color naranja.

- 1914: El primer 10 dólares de la Reserva Federal nota fue emitida con un retrato de Andrew Jackson en el anverso y viñetas de la agricultura y la industria en el reverso. La nota tenía inicialmente un sello tesoro rojo y números de serie; sin embargo, fueron cambiados a azul.

- 1914: Notas Federal Reserve Bank (que no debe confundirse con la Reserva Federal Notas) fueron emitidos por 4 bancos individuales de la Reserva Federal. El anverso fue similar a los 1.914 billetes de la Reserva Federal, excepto para grandes redacción en el medio de la factura y un retrato sin frontera en el lado izquierdo de la cuenta. Cada nota era una obligación del banco emisor y solo podía ser redimido en el banco correspondiente.

- 1918: El 1915 Federal Reserve Bank Note fue reeditado bajo serie de 1918 por 4 bancos de la Reserva Federal.

- 1923: El 10 dólares de Estados Unidos Nota fue rediseñado con un retrato de Andrew Jackson. Algunos de los aspectos de diseño de esta nota, como el borde inferior y el numeral 10 sobreimpresa con la palabra de la RTE, fueron trasladados a la serie de 1928 $ 10 proyecto de ley.

### Billetes de pequeño tamaño

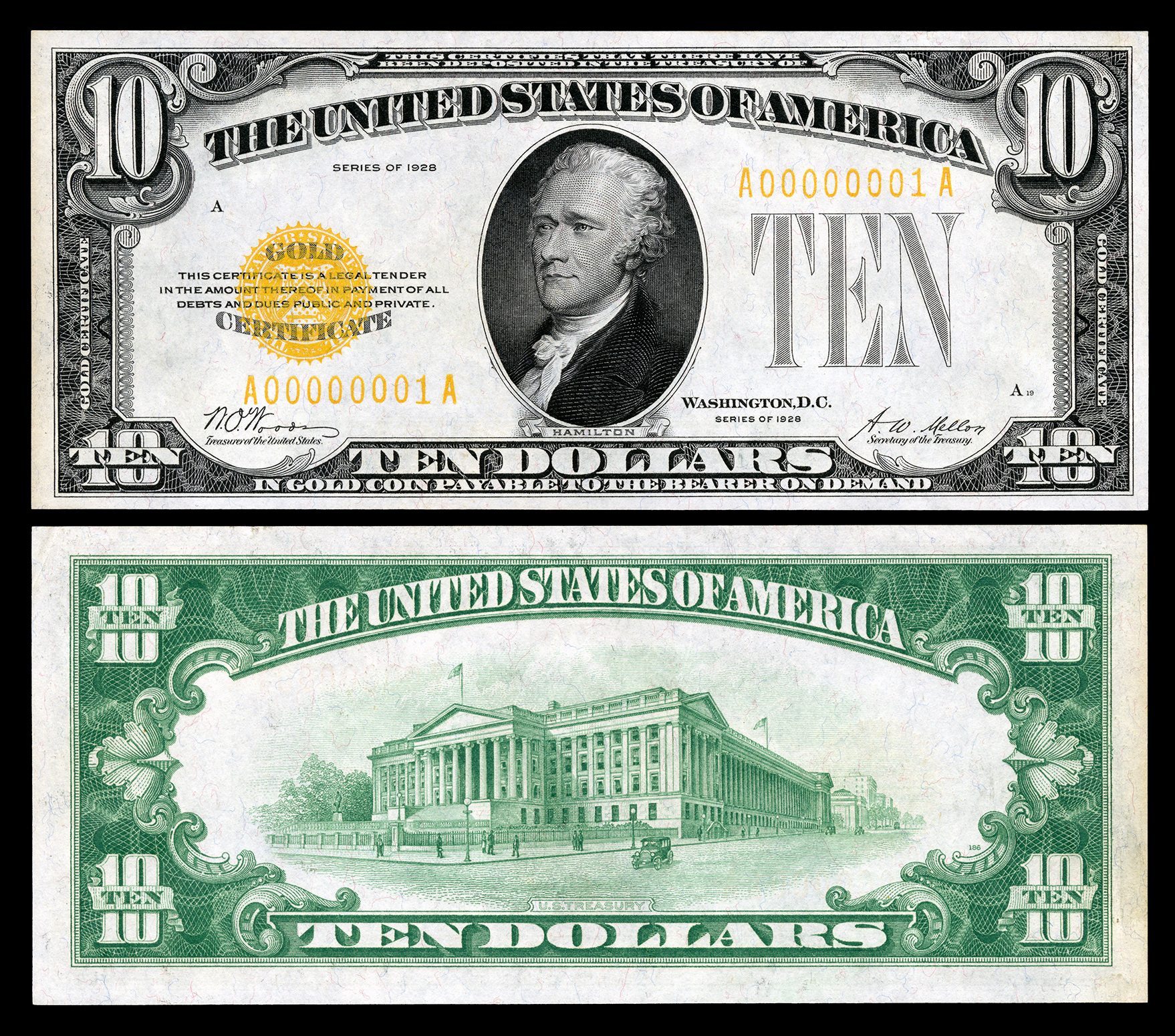
Dólar de 1928

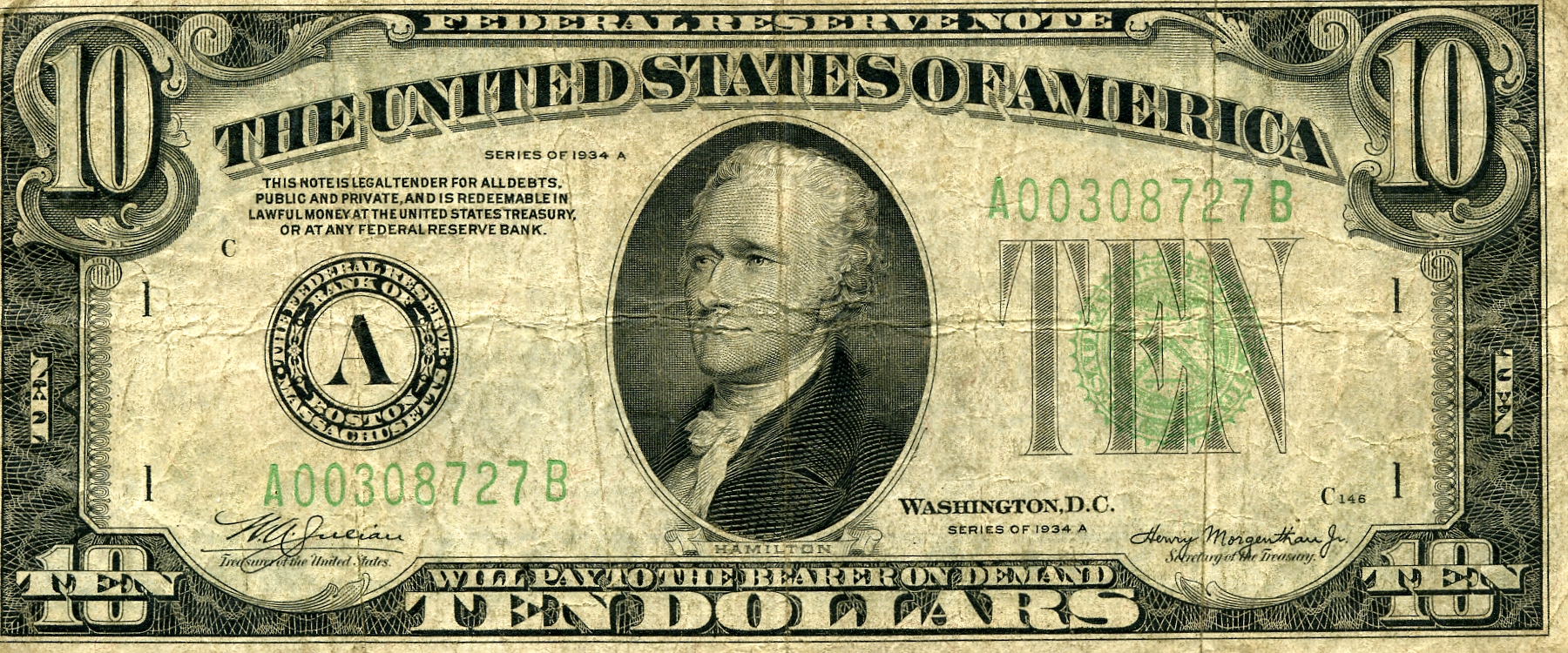
Dólar de 1934

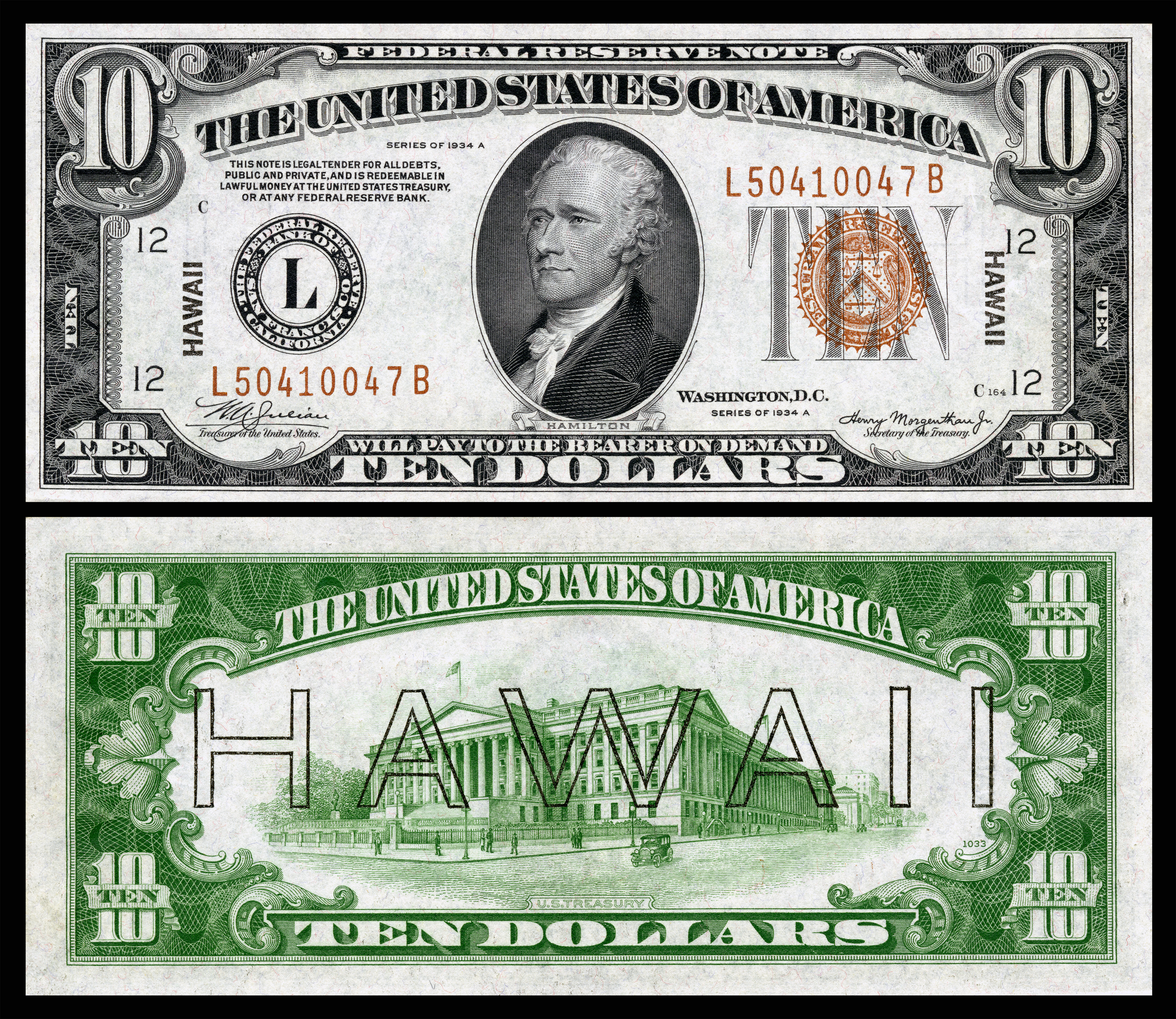

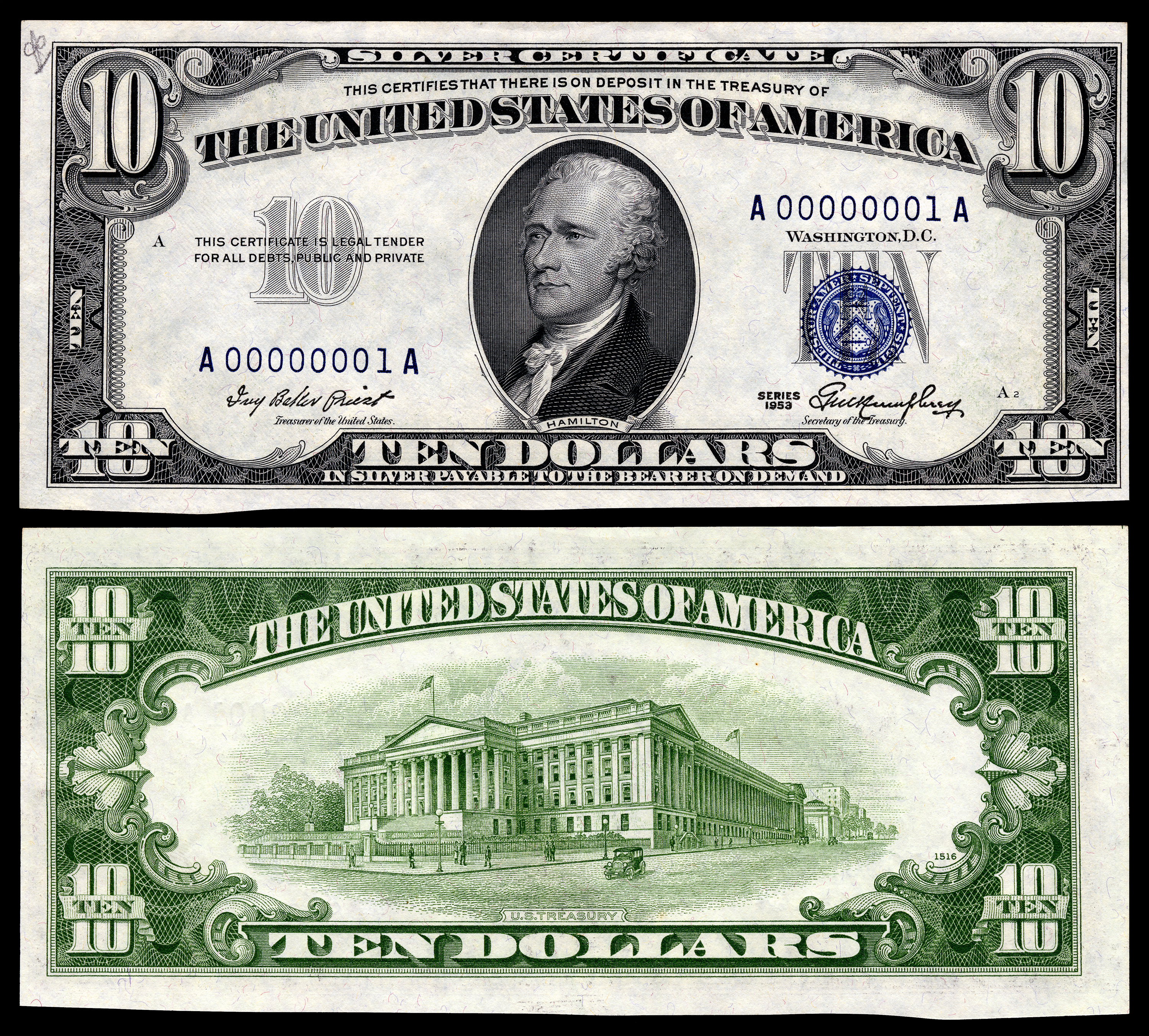
Dólar de 1953

- 1929: En la serie de 1928, toda moneda estadounidense se cambió a su tamaño actual. Todas las variaciones de la factura 10 dólares llevarían el mismo retrato de Alexander Hamilton, el mismo diseño de la frontera en el anverso y reverso de la misma con una viñeta del edificio del Tesoro estadounidense. El billete de $ 10 fue emitida como una Nota de la Reserva Federal con un sello verde y números de serie y, como un certificado de oro con un sello de oro y números de serie. El coche estacionado fuera del edificio del Departamento del Tesoro se basa en una serie de diferentes coches fabricados en la época y fue la creación de la diseñadora Oficina que desarrolló la obra que sirvió de modelo para el grabado, porque las agencias gubernamentales tenían prohibido aprobar cualquier fabricante específico o producto, de acuerdo a una Oficina de Grabado e impresión folleto. El pequeño edificio en la parte trasera derecha del edificio del Tesoro es el American Security and Trust Company Building, que desde hace algunos años se anunciaba como "justo en el dinero ".

- 1933: Como una respuesta de emergencia a la Gran Depresión, el dinero adicional se bombeó a la economía estadounidense a través de la Reserva Federal del Banco de Notes. Este fue el único billete de $ 10 de pequeño tamaño que tenía un diseño de la frontera diferente en el anverso. Los números de serie y sello en él eran marrones.

- 1933: Los primeros pequeños $ 10 certificados de plata de tamaño se emitieron con un sello azul y números de serie. En el anverso tenía un estilo de diseño similar a los Certificados de plata 1928 $ 1; Sin embargo, el fraseo en el billete de $ 10 fue diferente de la cuenta $ 1. Este problema, con la fecha de la serie de 1933, no fue ampliamente liberada en la circulación general. Sobrevivir ejemplos de estas notas generalmente se venden a $ 10.000 a $ 30.000 en la comunidad numismática dependiendo de la condición del papel.

- 1934: El canjeable en la cláusula oro fue retirado de la Reserva Federal Notas debido a los EE.UU. retirarse del patrón oro.

- 1934: El certificado de plata $ 10 fue rediseñado con un número azul 10 en el lado izquierdo del anverso y el sello del Tesoro impresa sobre la palabra gris TEN a la derecha. Enunciado en el certificado fue cambiado para reflejar la Ley de Compra de Plata.

- Se emitió moneda de la Segunda Guerra Mundial Especial: 1942. HAWAII se sobreimprime en la parte delantera y trasera de los $ 10 de la Reserva Federal Note, y el sello y los números de serie se cambió a marrón. Esto se hizo para que la moneda podría ser declarado sin valor en caso de invasión japonesa. Un certificado de plata $ 10 se imprimió con un amarillo en lugar de sello tesoro azul; estas notas se les dio a las tropas estadounidenses en el norte de África. Estas notas, también, podrían ser declaradas sin valor si capturado por el enemigo.

- Se cambiaron muchos aspectos de menor importancia en el anverso de los 10 dólares de la Reserva Federal Nota: 1950. Más notablemente, el sello de la tesorería, la palabra gris TEN, y el sello de la Reserva Federal se hicieron más pequeñas, las palabras WASHINGTON, DC se añadieron entre ellos y el número de serie; Asimismo, la junta de la Reserva Federal tuvo picos añadido a su alrededor.

- 1953: El certificado de plata $ 10 tuvo varios cambios de diseño análogos a los 1950 de la Reserva Federal cambios de diseño Nota; También, el número 10 azul en el lado izquierdo de la cuenta fue cambiado a gris.

- 1963: PAGARÁ AL PORTADOR EN DEMANDA fue retirado del anverso y EN DIOS CONFIAMOS esta en el reverso de los 10 dólares de la Reserva Federal de Notes. Además, la obligación se acortó a su redacción actual, esta nota es de curso legal para todas las deudas, públicas y privadas.

- 1969: El proyecto de ley 10 dólares comenzó a usar el nuevo sello de tesorería con una redacción en inglés que dice simplemente, "El Departamento del Tesoro," en lugar de "Sello de Hacienda de América del Norte."

- 1981: Durante la producción de la Serie 1977A, algunas notas de la estrella de la Richmond FRB se hicieron en papel experimental Natick, en las únicas series experimentales nota que no impliquen el proyecto de ley de $1.

- 1990: Las primeras medidas contra la falsificación modernos se introdujeron con la impresión microscópica alrededor retrato de Hamilton y una franja de seguridad de plástico en el lado izquierdo de la cuenta.

- 24 de mayo de 2000: Para combatir la falsificación en evolución, un nuevo billete de $ 10 fue emitida en virtud de la serie 1999, cuyo diseño era similar en estilo a los $ 100, $ 50, $ 20 y $ 5 proyectos de ley que había todos los cambios de diseño anteriores sufrido. Los principales cambios fueron un retrato revisada de Hamilton y una viñeta revisada del edificio del Tesoro de EE.UU., ahora frente a frente. La franja de seguridad de plástico lee "EE.UU. TEN" y ahora brilla bajo una luz naranja negro.

- 2 de marzo de 2006: Además de diseñar los cambios introducidos en el año 2000, las características anverso rojos imágenes de fondo de la Estatua de la antorcha de la libertad, la frase NOSOTROS LA GENTE de la Constitución de Estados Unidos, una representación metálico más pequeño de la Estatua de la antorcha de la libertad, de color naranja y el color de fondo amarillo, un retrato sin fronteras de Hamilton, ya la izquierda de Hamilton pequeñas 10s amarillo cuyos ceros formar la constelación Eurion. En el reverso aparece pequeñas 10s Eurion amarillo y tener las líneas finas eliminadas de todo el viñeta del edificio del Tesoro de Estados Unidos. Estas notas fueron emitidas en 2004A serie con firmas Cabral-nieve.